# Maricica Țăran
Maricica Țăran (Gherța Mică, 4 januari 1962) is een Roemeens voormalig roeister.
Țăran won tijdens de Olympische Zomerspelen 1984 de gouden medaille in de dubbel-vier-met-stuurvrouw. Na de spelen van 1984 werd de dubbel-vier gevaren zonder stuurvrouw. Țăran won tijdens de wereldkampioenschappen twee medailles in de dubbel-vier. Tijdens een roeiwedstrijd in 1987 in het West-Duitse Mannheim vroeg Țăran asiel aan.

## Resultaten

### Olympische Zomerspelen
| Jaar | Plaats      | Resultaten                       |
| ---- | ----------- | -------------------------------- |
| 1984 | Los Angeles | in de dubbel-vier-met-stuurvrouw |

### Wereldkampioenschappen roeien
| Jaar | Plaats     | Resultaten        |
| ---- | ---------- | ----------------- |
| 1985 | Hazewinkel | in de dubbel-vier |
| 1986 | Nottingham | in de dubbel-vier |
| 1989 | Bled       | 4e in de skiff    |

1976: Anke Borchmann & Jutta Lau & Viola Poley & Roswietha Zobelt & Liane Weigelt ·
1980: Sybille Reinhardt & Jutta Ploch & Jutta Lau & Roswietha Zobelt & Liane Buhr·
1984: Maricica Țăran & Anișoara Sorohan & Ioana Badea & Sofia Corban & Ecaterina Oancia